# Biogazownia

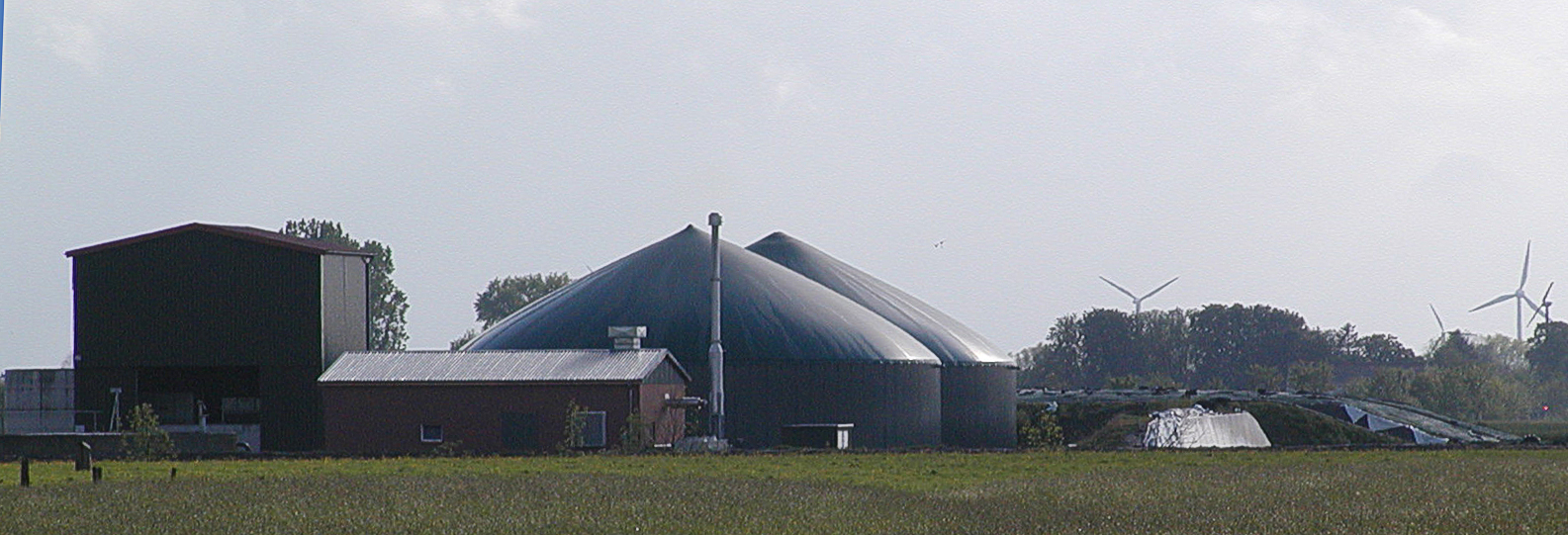
Biogazownia

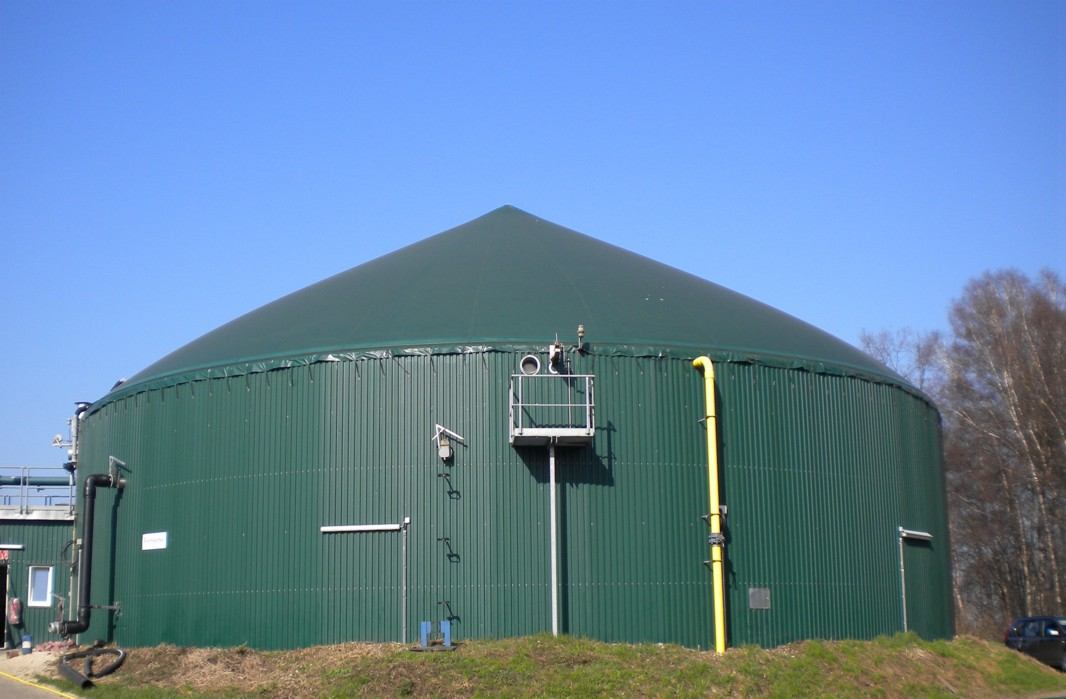
Biofermentator

Biogazownia – zakład produkujący biogaz z biomasy roślinnej, odchodów zwierzęcych, odpadów organicznych (na przykład z przemysłu spożywczego), odpadów poubojowych lub osadu biologicznego ze ścieków. 

## Podział biogazowni
Biogazownie, w zależności od rodzaju wykorzystywanej materii organicznej można podzielić na:
- biogazownia na składowisku odpadów - wykorzystujące biogaz wydzielany z hałd składowiskowych;
- biogazownia przy oczyszczalni ścieków - wykorzystujące biogaz powstający z odpadów organicznych odseparowanych w oczyszczalni ścieków;
- biogazownia rolnicza - wytwarzające biogaz z biomasy i odpadów organicznych;
- biogazownia komunalna - wytwarzająca biogaz z odpadów organicznych wytwarzanych przez gospodarstwa domowe;
- biogazownie mieszane.

W zależności od produktu finalnego biogazownie można podzielić na:
- biogazownie energetyczne - wytwarzające energię cieplną i/lub elektryczną;
- biometanownie - wytwarzające gaz, który można wtłoczyć do sieci gazowej.

## Struktura biogazowni
Typowa instalacja składa się zwykle z:
- układu podawania biomasy
- komory fermentacyjnej
- zbiornika magazynowego dla przefermentowanego substratu
- zbiornika biogazu
- agregatu prądotwórczego (gdy produkowana jest tylko energia elektryczna) lub agregatu kogeneracyjnego (gdy występuje kogeneracja energii elektrycznej i cieplnej).